# Али Тархуни
Али Абдель Тархуни (араб. علي الترهوني‎, род. 1951) — ливийский экономист и политик. С 23 марта 2011 Министр нефти и финансов ПНС Ливии, С 23-31 октября 2011 и с 27 апреля 2012 исполняющий обязанности премьер-министра Ливии.

## До гражданской войны
Родился Тархуни в Ливии, изучал экономику в Университете Ливии, пока не бежал из страны в 1973 году. Он был лишен гражданства, приговорен к смертной казни заочно. После иммиграции в Соединённые Штаты, Тархуни продолжил своё обучение, получив степень магистра (1978) и доктора философии (1983) из Университета штата Мичиган. С 1985 года он был старшим преподавателем в бизнес-экономики в университете штата Вашингтон.

## Политика
23 марта 2011 Тархуни стал министром финансов и нефтяной промышленности ПНС Ливии. Также он выступал в качестве частых пресс-секретарь совета и обладал значительным влиянием, как известный либеральный в оппозиции. Он официально объявил о переезде Переходного совета из Бенгази в Триполи 25 августа 2011 года.
3 сентября 2011 Тархуни стал Председателем Верховного комитета по безопасности и отвечал за безопасность в Триполи.
2 октября он был назначен Первым заместителем премьер-министра ПНС Ливии. Уже 23 октября он стал и. о. Премьер-министра Ливии. 31 октября Тархуни передал пост премьер-министра Абделю аль-Кибу.
22 ноября 2011 Али Тархуни был отправлен в отставку с поста министра финансов и нефтяной промышленности. Его заменил Абдул Рахман бин Лайз
8 августа 2012 отправлен в отставку с поста первого заместителя премьер-министра ПНС Ливии, так как ПНС был упразднён.